# Jakub Mączkowski
Jakub Mączkowski (ur. 26 maja 1986 w Chojnicach) – polski futsalista, zawodnik z pola, zawodnik oraz trener Red Devils Chojnice. Reprezentant Polski. Uczestnik Akademickich Mistrzostw Świata.

## Kariera klubowa
Jakub Mączkowski swoją karierę zaczynał w Holiday'u Chojnice, w którym zadebiutował w 2006 roku. W barwach tego zespołu wystąpił w siedmiu meczach Pucharu Polski, w którym drużyna z Chojnic okazała się najlepsza. W barwach Holiday'u nie zdołał on zadebiutować w rozgrywkach ligowych. W 2007 roku został zawodnikiem drużyny Red Devils Chojnice, z którą w kolejnych latach awansował do ekstraklasy. W sezonie 2012/2013 zdobył z tym zespołem wicemistrzostwo Polski, a trzy lata później po raz drugi w karierze sięgnął po Puchar Polski. Przed sezonem 2018/2019 objął funkcję grającego trenera Red Devils, którą pełnił do końca sezonu 2019/2020, kiedy na stanowisku trenera Red Devils zastąpił go Oleg Zozulya

## Kariera reprezentacyjna
Jakub Mączkowski wystąpił w Akademickich Mistrzostwach Świata 2010, w których Polacy zajęli piąte miejsce. Zawodnik ten swoje pierwsze powołanie do reprezentacji Polski A otrzymał na towarzyski Turniej Czterech Państw w 2011 r. i zadebiutował w meczu z Węgrami, w którym strzelił bramkę (mecz zakończył się wynikiem 6:4). Łącznie w barwach reprezentacji rozegrał osiem meczów. 

### Bramki w reprezentacji Polski
| l.p. | Data            | Przeciwnik | Rezultat | Rozgrywki               |
| ---- | --------------- | ---------- | -------- | ----------------------- |
| 1.   | 2 września 2011 | Węgry      | 6-4      | Turniej Czterech Państw |

### Bramki w akademickiej reprezentacji Polski
| l.p. | Data             | Przeciwnik | Rezultat | Rozgrywki                           |
| ---- | ---------------- | ---------- | -------- | ----------------------------------- |
| 1.   | 28 sierpnia 2010 | Izrael     | 5-2      | Akademickie Mistrzostwa Świata 2010 |